# Heinrich Eggestein
Heinrich Eggestein (parfois orthographié Eckstein, Ecksteyn ou Eggesteyn en latin), né vers 1415-1420 à Rosheim en Alsace, alors dans le Saint-Empire romain germanique, et mort en 1488 ou plus tard, est l’un des premiers typographes et imprimeurs à Strasbourg avec Johannes Mentelin dont il fut l’associé.

## Biographie
Originaire de Rosheim, alors ville libre du Saint-Empire, Heinrich Eggestein étudie à l’université de Louvain à partir de 1435 et obtient les titres de magister philosophiae et celui de artium liberalium en 1438. Il demeure ensuite à Strasbourg avec son frère Sigfrid (ou Sygfrid), orfèvre, et leur cousin Heinrich, prêtre et summissaire au Grand Chœur de la cathédrale Notre-Dame de la ville.
Eggestein épouse Agnes, sœur du curé de Sélestat Michael Ochsenstein (ou Ochsensteiner), et fille de Johannes von Ochstenstein, prévôt du chapitre cathédral de Strasbourg : par l’intermédiaire de ce dernier, Eggestein reçoit à vie le sceau du tribunal de la prévôté. Il entre également au service du prince-évêque de Strasbourg, Robert de Pfalz-Simmern, et se voit confier la charge de garde des sceaux épiscopaux (sigillifer curiae praeposilurae Argentinensis) en 1440.
Après avoir acheté le droit de bourgeoisie pour devenir citoyen de la ville libre d'Empire de Strasbourg le 17 mai 1442, il se trouve inscrit comme "post-constoffler" (Nachkonstoffler) à l’instar de Johannes Gutenberg, établi dans cette même ville de 1434 à 1444 où il a probablement effectué ses premières expérimentations sur l’impression par caractères mobiles métalliques.
Abandonnant sa charge de garde des sceaux en 1455 au profit de Peter Strub (parfois orthographié Strube, Streub ou Stroib), Eggestein quitte Strasbourg pendant quelques années pour vraisemblablement s’installer à Mayence et y apprendre la typographie auprès de Fust et Schoeffer, les successeurs de Gutenberg, même si aucune source n’atteste de ce séjour. Ayant renoncé à son droit de bourgeoisie en quittant Strasbourg, il rachète celui-ci le 9 août 1459 à son retour en Alsace et rejoint probablement l’atelier d’imprimerie de Johannes Mentelin en tant que prote puis comme associé ; Mentelin avait auparavant travaillé comme enlumineur pour le prince-évêque de Strasbourg. Eggestein intente des poursuites judiciaires contre Peter Strub pour injure puis reprend ses activités de garde des sceaux épiscopaux entre 1461 et 1464, date à laquelle il fonde sa propre imprimerie.
Son atelier est installé dans la maison « Zum Baumgarten » qu’il occupe depuis 1441 et située au « Dummenloch » (rue Thomann). Il imprime alors son premier livre, une monumentale Bible en latin, ou Bibla latina, qu’il met en vente dès 1466. Le 30 avril de la même année, Eggestein se voit délivrer pour ses ouvriers et lui-même une lettre de protection (Shirm- und Versprechbrief) de Frédéric Ier du Palatinat, grand-bailli de Basse-Alsace.
Eggestein est également mêlé à plusieurs procès contre différents clients et concurrents : Reinbolt Voeltsch et Nicolas Götz en 1467, Hans Klinger, Ott Wolf et Joerg Pühl en 1471, des habitants de Schaeffersheim en 1472, ainsi que le seigneur Georg von Ochsenstein en 1478. Il a par ailleurs contracté des dettes comme en témoignent les poursuites intentées contre lui en 1480 par l’un de ses fournisseurs, Anton Gallizian (de) (parfois orthographié Gallicon, Gallician ou Galliziani), fabricant de papier à Bâle. L’activité d’Eggestein en tant qu’imprimeur s’étend au moins jusqu’en 1483, date à laquelle paraît son dernier imprimé connu, une bulle du pape Sixte IV au bénéfice de l’église paroissiale de Sélestat.
Heinrich Eggestein renonce à son droit de bourgeoisie en 1488 et quitte probablement Strasbourg à cette date pour se regagner Rosheim, sa ville natale. Son nom est encore mentionné dans le cadre d’un procès en 1494.

## Œuvre

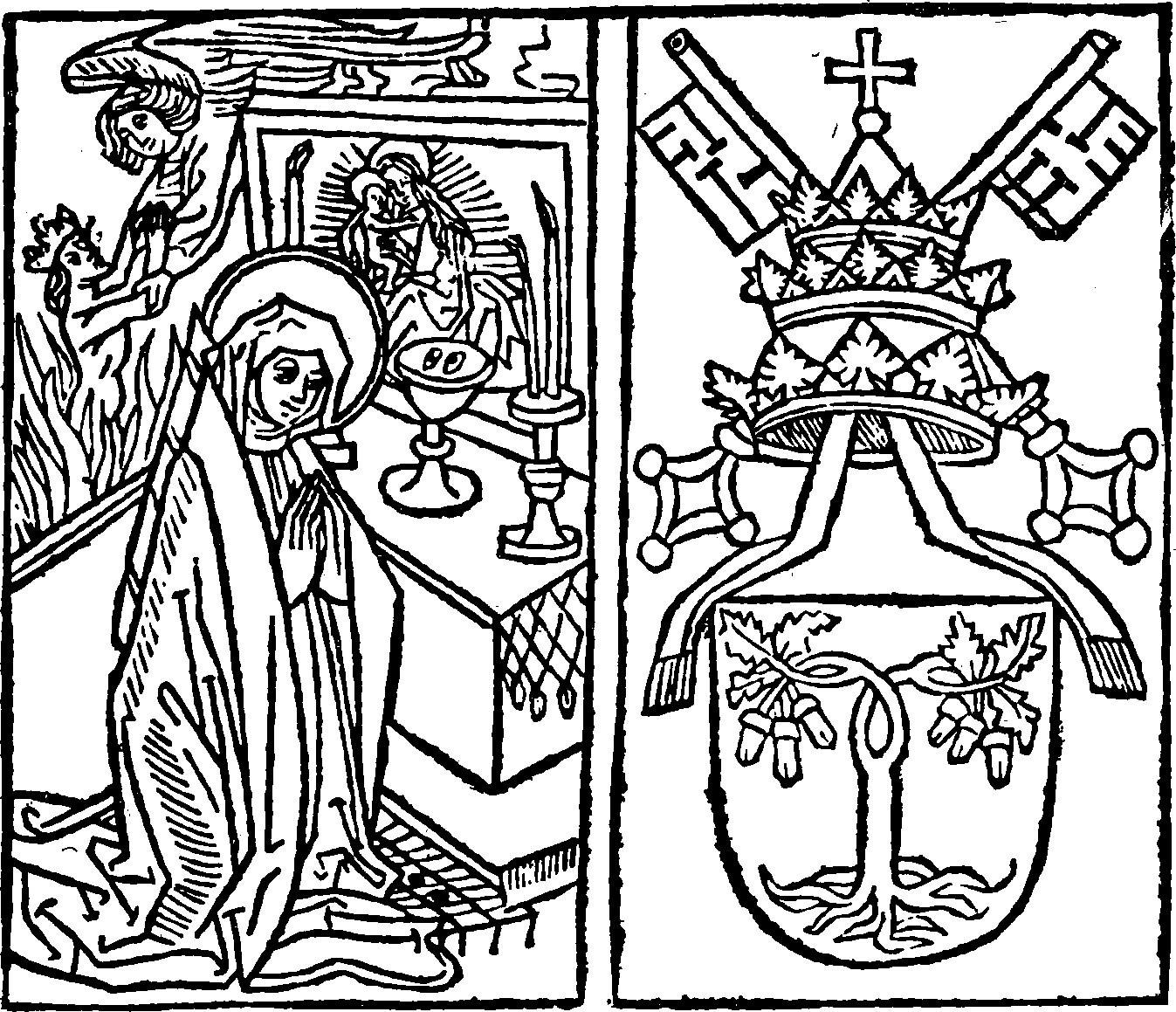
Gravure extraite de la Bulla pastoris aeterni du pape Sixte IV, imprimée par Heinrich Eggestein en 1480.

Le premier livre imprimé par Eggestein, une Bibla latina à 45 lignes sur deux colonnes, est mis en vente au printemps 1466 et donne lieu à un deuxième et à un troisième tirage de cette édition en latin quelques années plus tard. Une Biblia germanica est également réalisée avant la fin de la décennie ; il s’agit de la deuxième Bible imprimée en langue allemande après celle de Johannes Mentelin.
Eggestein édite par ailleurs des textes juridiques (droit romain et droit canonique) de divers auteurs médiévaux, notamment les Décrétales de Grégoire IX vers 1468, le Décret de Gratien de Bartholomaeus Brixiensis (de) ainsi que le Liber de remediis utriusque fortunae d’Adrien le Chartreux en 1470. L’année suivante, les Constitutiones du pape Clément V et les Sentences de Pierre Lombard sortent de sa presse. La Grande Vie de Jésus-Christ de Ludolphe de Saxe sont éditées en 1474 puis l’Histoire ecclésiastique du peuple anglais de Bède le Vénérable en 1475. D’autres œuvres sont imprimées par l’atelier d’Eggestein à des dates inconnues, notamment La Légende dorée de Jacques de Voragine, le Liber sextus du pape Boniface VIII, le Tractatus de universalibus de Thomas d’Aquin ou les Epistolae de Bernard de Clairvaux.
Des auteurs antiques sont également mis à l’honneur à travers la parution de textes classiques tels que le Traité des devoirs de Cicéron en 1472, La Guerre des Gaules de César en 1473 puis une édition illustrée de L'Âne d'or d’Apulée en 1479. L’Histoire ecclésiastique d’Eusèbe de Césarée et De forma ac honestate vitae ac remediis fortuitorum de Sénèque sont également produites. Ces œuvres ayant été imprimées pour la première fois par d’autres ateliers, aucune de celles réalisées par Eggestein ne constitue alors une editio princeps.
Les bulles du pape Sixte IV au profit de l’abbaye de Hohenbourg en 1480 puis de l’église paroissiale de Sélestat en 1483 sont probablement les dernières réalisations d’Eggestein. Sa marque d’imprimeur consiste en un écu barré, au-dessous une rose à cinq feuilles et au-dessus la mention « S. Heinrich Eggestein », la lettre « S » rappelant sa charge de garde des sceaux épiscopaux (siggillum). Le Gesamtkatalog der Wiegendrucke de la Bibliothèque d'État de Berlin lui attribue l’édition de quatre-vingt-deux incunables, dont trente-et-un sont conservés par la Bibliothèque nationale et universitaire de Strasbourg.